# IGoogle

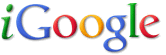
Logo do iGoogle.

iGoogle foi uma página web inicial personalizável do Google criada com base na tecnologia AJAX. O Google lançou o serviço em maio de 2005. Suas características incluíam a capacidade de adicionar web feeds e gadgets (similares aos disponíveis no Google Desktop). Também era possível a escolha de temas visuais. Em 3 de julho de 2012, o Google anunciou que iria desativar o serviço a partir de 1º de novembro de 2013.

## Fase experimental
Em 8 de julho de 2008, o Google anunciou o início de um período de teste para uma nova versão do iGoogle que alteraria algumas características, incluindo a substituição das guias de navegação à esquerda, adicionando funcionalidade de chat, além de um dispositivo para exibição de RSS. 
Em 16 de outubro de 2008, a empresa anunciou o lançamento desta nova versão do iGoogle, substituindo o formato antigo. A liberação não incluía, inicialmente, o chat. 

## Gadgets
Os gadgets do iGoogle permitiam a customização pelo usuário, utilizando para tal o Google Gadgets API. Alguns gadgets desenvolvidos para o Google Desktop puderam ser utilizados juntamente com iGoogle. O Google Gadgets API tem código aberto e permitem que qualquer pessoa desenvolva um gadget.